# 王村街道 (南阳市)
王村街道，是中华人民共和国河南省南阳市卧龙区下辖的一个乡镇级行政单位。原为王村乡，2023年撤乡设街道。行政区划代码改为411303012。

## 行政区划
王村街道下辖以下地区：
王村、方营村、大井村、郑岗村、谢沟村、贾营村、董营村、何营村、鱼池屯村、罗冢村、柳湾村和大王庄村。